# Sarcophaga hervebazini
Sarcophaga hervebazini är en tvåvingeart som beskrevs av Seguy 1934. Sarcophaga hervebazini ingår i släktet Sarcophaga och familjen köttflugor. Inga underarter finns listade i Catalogue of Life.